# Szung Cse-cung kínai császár
Cse Cung (1076. január 4. – 1100. február 23.) kínai császár 1085-től haláláig.
I. Sen Cung császár fiaként született, és édesapját halála után követte a trónon. Mivel gyermekként került Kína élére, kezdetben régensek uralkodtak helyett, akik a konzervatív hivatalnoki kör nyomására kénytelenek voltak visszavonni a még Sen Cung ideje alatt elindult gazdasági–társadalmi reformokat. Amikor Cse Cung nagykorú lett, újra bevezette a reformintézkedéseket, mivel azonban a konzervatívok és reformerek közti viszálykodás évtizedeken át folytatódott, az újításokból semmit sem sikerült megvalósítani.
Maga Cse Cung fiatalon, 24 éves korában hunyt el 15 évnyi uralkodás után kereken 1100-ban. A trónon fivére, I. Huj Cung követte.

## Lásd még
- A Szung-dinasztia családfája

| Előző uralkodó: I. Sen Cung | Kínai császár 1085 – 1100 | Következő uralkodó: I. Huj Cung |